# Озаричи (Сумская область)
Озаричи (укр. Озаричі) — село,
Присеймовский сельский совет,
Конотопский район,
Сумская область,
Украина.
Код КОАТУУ — 5922086906. Население по переписи 2001 года составляло 149 человек.

## Географическое положение
Село Озаричи находится на правом берегу реки Сейм,
ниже по течению на расстоянии в 5,5 км расположено село Мельня.
На расстоянии в 1,5 км расположено село Новое.
Река в этом месте извилистая, образует лиманы, старицы и заболоченные озёра.

## История
- Село Озаричи основано в конце XIV — начале XV веков.
- 1976 год — в селе закрыта школа.

## Достопримечательности
- Братская могила советских воинов.
- В селе проходили съёмки фильма «Конотопская ведьма».